# Mark Deklin

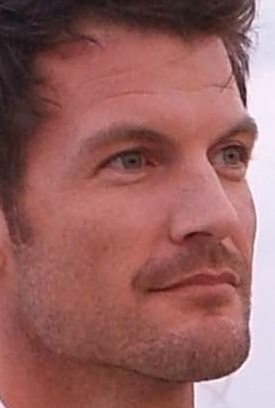
Mark Deklin

Mark Scott Deklin (* 3. Dezember 1967 in Pittsburgh, Pennsylvania) ist ein US-amerikanischer Schauspieler und Kampfchoreograph.

## Leben und Karriere
Mark Deklin wurde im US-Bundesstaat Pennsylvania in Pittsburgh geboren. 1986 schloss er die Thomas Jefferson Highschool erfolgreich ab. Nach dem Abschluss studierte er sowohl an der Pennsylvania State University als auch an der Washington State University in Seattle und erhielt Bachelor-Graduierungen in Englisch, Geschichte und Schauspiel. Dazu ist er ein zertifiziertes Mitglied der Society of American Fight Directors.
Deklin begann seine Schauspielkarriere um 1994 zunächst als Theaterdarsteller am Broadway in New York. 1999 war er in zwei Folgen der Serie Springfield Story zu sehen. Seine erste wiederkehrende Rolle bekam er 2006 in Justice – Nicht schuldig. Vorangegangen waren vor allem Gastauftritte, unter anderem in Charmed – Zauberhafte Hexen oder CSI: Miami. In der Folge etablierte er sich als vielgebuchter Film- und Fernsehdarsteller. Weitere wiederkehrende Rollen spielte er in Serien wie Lone Star oder GCB. 2014 war er in der Rolle des Nicholas Deering in der Serie Devious Maids – Schmutzige Geheimnisse zu sehen.
Mit Call of Duty 3 und God of War: Ghost of Sparta engagierte sich Deklin auch als Sprecher.

## Filmografie (Auswahl)
- 1999: Springfield Story (Fernsehserie, 2 Episoden)
- 2002: Sex and the City (Fernsehserie, Episode 5x01)
- 2004: Charmed – Zauberhafte Hexen (Charmed, Fernsehserie, Episode 6x15)
- 2005: Phantom Below (Tides of War)
- 2005: CSI: Miami (Fernsehserie, Episode 3x19)
- 2006: CSI: NY (Fernsehserie, Episode 2x14)
- 2006: Las Vegas (Fernsehserie, Episode 3x22)
- 2006–2007: Desperate Housewives (Fernsehserie, 2 Episoden)
- 2006–2007: Justice – Nicht schuldig (Justice, Fernsehserie, 7 Episoden)
- 2007: Never Say Macbeth
- 2007: Shark (Fernsehserie, Episode 2x09)
- 2008–2009: The Ex List (Fernsehserie, 5 Episoden)
- 2009: Big Love (Fernsehserie, Episode 3x03)
- 2009: Nip/Tuck – Schönheit hat ihren Preis (Nip/Tuck, Fernsehserie, Episode 6x08)
- 2010: Two and a Half Men (Fernsehserie, Episode 7x14)
- 2010: The Mentalist (Fernsehserie, Episode 2x13)
- 2010: Riverworld (Fernsehfilm)
- 2010: The Wish List (Fernsehfilm)
- 2010: Lone Star (Fernsehserie, 5 Episoden)
- 2011: Hot in Cleveland (Fernsehserie, 2 Episoden)
- 2011–2012: Hawaii Five-0 (Fernsehserie, 3 Episoden)
- 2012: GCB (Fernsehserie, 10 Episoden)
- 2013: Castle (Fernsehserie, Episode 5x10)
- 2013: CSI: Vegas (Fernsehserie, Episode 14x03)
- 2014: Warehouse 13 (Fernsehserie, Episode 5x02)
- 2014: Devious Maids – Schmutzige Geheimnisse (Devious Maids, Fernsehserie, 13 Episoden)
- 2015: Criminal Minds (Fernsehserie, Episode 10x17)
- 2015: Shades of Blue (Fernsehserie, 4 Episoden)
- 2016: Rizzoli & Isles (Fernsehserie, 2 Episoden)
- 2017: Elementary (Fernsehserie, Episode 5x22)
- 2017: Designated Survivor (Fernsehserie, 5 Episoden)
- 2017: Major Crimes (Fernsehserie, 4 Episoden)
- 2018–2019: Grace and Frankie (Fernsehserie, 4 Episoden)
- 2019: Blindspot (Fernsehserie, Episode 4x16)
- 2019: The Code (Fernsehserie, 2 Episoden)
- 2019: Younger (Fernsehserie, Episode 6x05)
- 2019: The Blacklist (Fernsehserie, Episode 7x07)
- 2020: Blue Bloods – Crime Scene New York (Blue Bloods, Fernsehserie, 2 Episoden)